# Carcagente
Carcagente (oficialmente en valenciano: Carcaixent) es un municipio y localidad española de la provincia de Valencia, en la Comunidad Valenciana. Perteneciente a la comarca de la Ribera Alta, tiene una población de 20 424 habitantes (INE 2018).

## Geografía
El término municipal se sitúa entre la margen derecha del río Júcar, el Valle de Aguas Vivas y las Montañas del Convento.
La ciudad de Carcagente es el núcleo más importante del municipio, que además le da nombre.
En lo que respecta a la orografía, cabe decir que es regada por el río Júcar y por sus afluentes Magro, Verde y Barcheta, y también por la Real Acequia de Carcagente. El término es mayormente llano, y se extiende por la unidad geográfica que forma el valle del Júcar, que se transforma a partir de la ciudad hacia el este en un terreno montañoso con la sierra de Corbera y la de las Agujas. El suelo es cuaternario, originado por el aluvión procedente del río Júcar, con montañas de roca calcárea.
Desde Valencia, se accede a esta localidad a través de la CV-42 y CV-41 o por medio de la A-7 y luego tomando la CV-543.

### Barrios y pedanías
En el término municipal de Carcagente se encuentran también los siguientes núcleos de población:
- Barraca de Aguas Vivas
- Cogullada

Por su parte, el núcleo de Carcagente se divide en cuatro barrios:
- Santa Bárbara
- Les Barraques
- La Montanyeta
- Los Cuatro Caminos

### Localidades limítrofes
El término municipal de Carcagente limita con Alberique, Alcira, Benifairó de la Valldigna, Benimuslem, Játiva, Puebla Larga, Rafelguaraf, Simat de Valldigna y Villanueva de Castellón, todas ellas de la provincia de Valencia.

## Historia
Existen antecedentes prehistóricos de una población muy antigua, desde la época neolítica, especialmente de restos ibéricos y romanos. De cualquier modo, la localidad de Carcagente tiene su origen en una alquería musulmana. Durante el periodo de dominio árabe, se organizó el territorio y la población de manera dispersa en alquerías. Hay varias alquerías documentadas en el término: la de Carcagente, Cogullada, Ternils, Benimaclí, Benivaire, Alborgí... Todas estas formaban un conjunto territorial que se conocerá después con el nombre de Horta de Cent o Huerta de Carcagente.
La conquista cristiana por Jaime I de Aragón en el siglo XIII y la posterior repoblación, produjeron diferentes cambios radicales en esta organización. Pronto empezó un proceso de concentración de la población que benefició al núcleo de Carcagente. En 1266 tenía 60 casas y unos 250 vecinos. Se estableció la parroquia en la alquería de Ternils, y de esta forma, Ternils se convirtió en el centro religioso de esta Horta de Cent. Por este motivo, se construyó rápidamente una bella edificación de piedra que se conserva actualmente con su estructura original (ermita de San Roque).
Estos núcleos dependían de la villa de Alcira, una de las más importantes del Reino de Valencia. Formaban parte de su término municipal al igual que otras poblaciones (Algemesí, Guadasuar, etc.). Esta situación de dependencia perduró durante toda la Edad Media y parte de la Edad Moderna (hasta el siglo XVI). Es por eso que aparece en los documentos de esta manera: «Lugar de Carcagente, término y aldea de la Villa de Algecira». En 1348, la guerra de la Unión afectó a las alquerías de Carcagente y Cogullada que fueron quemadas.
La Edad Moderna fue la etapa más brillante, en la que la localidad consiguió su independencia. A principios del siglo XVI, en 1521, era uno de los principales núcleos agermanados donde tenían lugar luchas en sus calles. Se produjo un gran crecimiento económico a causa, sobre todo, del cultivo de la morera y del comercio de la seda. Paralelamente, se produjo un gran crecimiento demográfico, continuando el proceso de concentración de población e intensificado, además, por causas climáticas (fuertes inundaciones). Esta localidad se encuentra más elevada geográficamente y tendría seguramente un gran poder de atracción. También allí se trasladó la parroquia de Ternils (1572). Y es en ese momento, al separarse de Alcira, cuando asumió la autonomía. El monarca Felipe II dio a Carcagente el título de Universidad (1576) y poco después el título de Villa Real, con derecho de voto en las Cortes Valencianas, mediante privilegios reales y previo pago de sustanciosos donativos a la Corona.

En el siglo XVII se realiza una obra de gran trascendencia para Carcagente: la Real Acequia de Carcagente, construida entre 1654 y 1679, con la autorización del rey Felipe IV, que recoge las aguas del río Júcar desde el término de Sumacárcer y se ramifica en tres cuando llega al término de Carcagente. Gracias a esta obra, se pusieron las bases para el posterior desarrollo económico de esta Villa Real en el siglo XVIII. En la actualidad, la acequia (con sus tres ramales de la Vall, de la Coma y de San Roque) abastece de aguas a 1361 hectáreas de regadío tradicional, según cifras oficiales, en la zona oeste del término, gracias a su caudal de 1,79 m cúbicos por segundo.

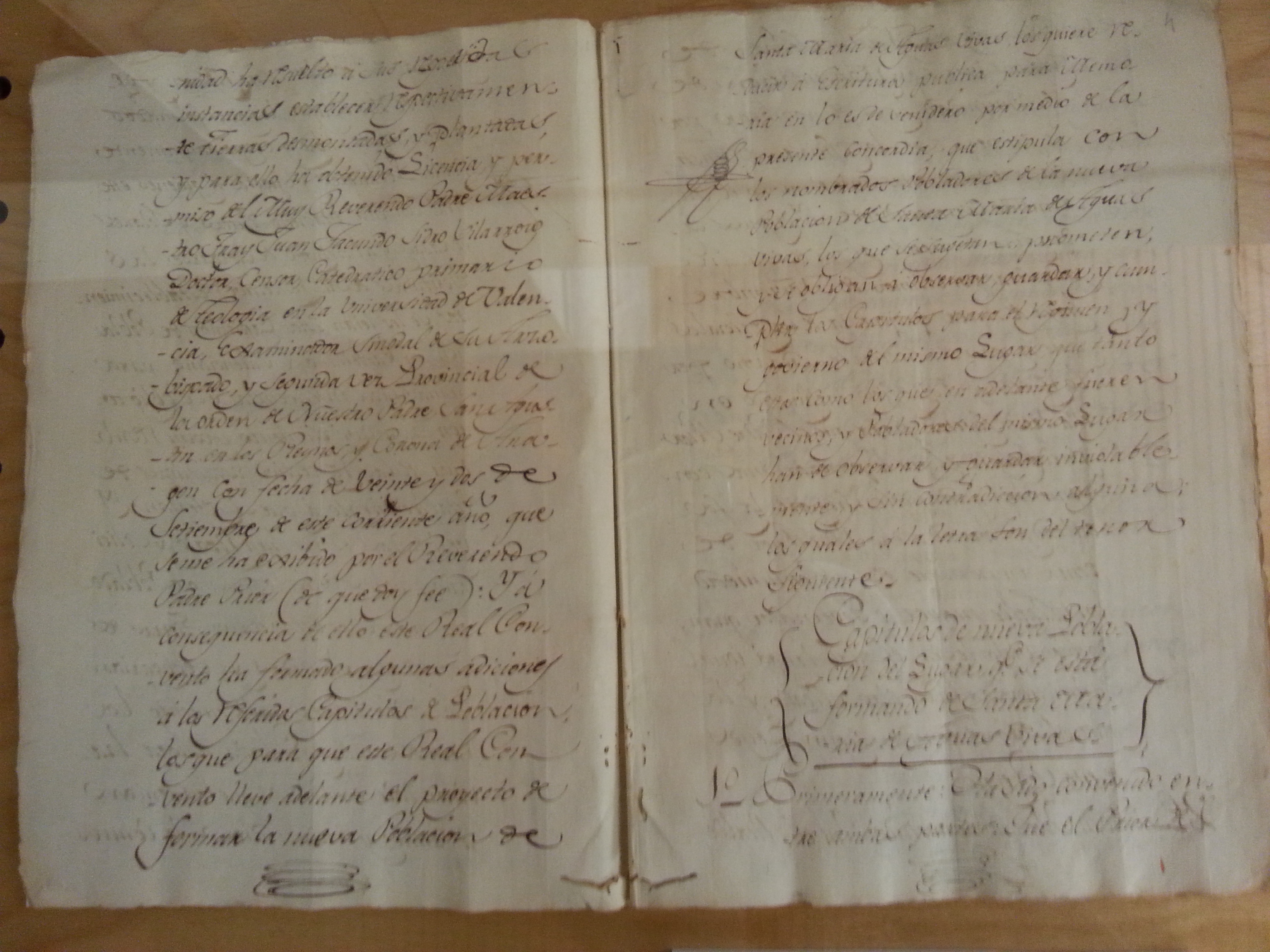
Reforma de la Carta Puebla de Carcagente (1796)

En el siglo XVIII se produjo un gran desarrollo tanto económico como demográfico. Carcagente era el principal núcleo de la seda en la comarca. Tuvo lugar la abolición de los Fueros o Leyes del Reino de Valencia; pero el apoyo de la villa al rey vencedor en la disputa dinástica de la guerra de Sucesión, Felipe V, le valió privilegios y gracias.
En lo que respecta a la agricultura y economía, fue fundamental la introducción del naranjo, que revolucionó la agricultura y marcó su posterior evolución. En 1781, Mosén Monzó y sus amigos, Maseres y Bodí, plantaron los primeros campos de naranjos en la partida de la Bassa del Rei. El naranjo fue implantándose desde final del siglo y sustituyendo a otros cultivos, hasta convertirse en predominante. En el siglo XIX comenzó a exportarse la naranja a gran escala.

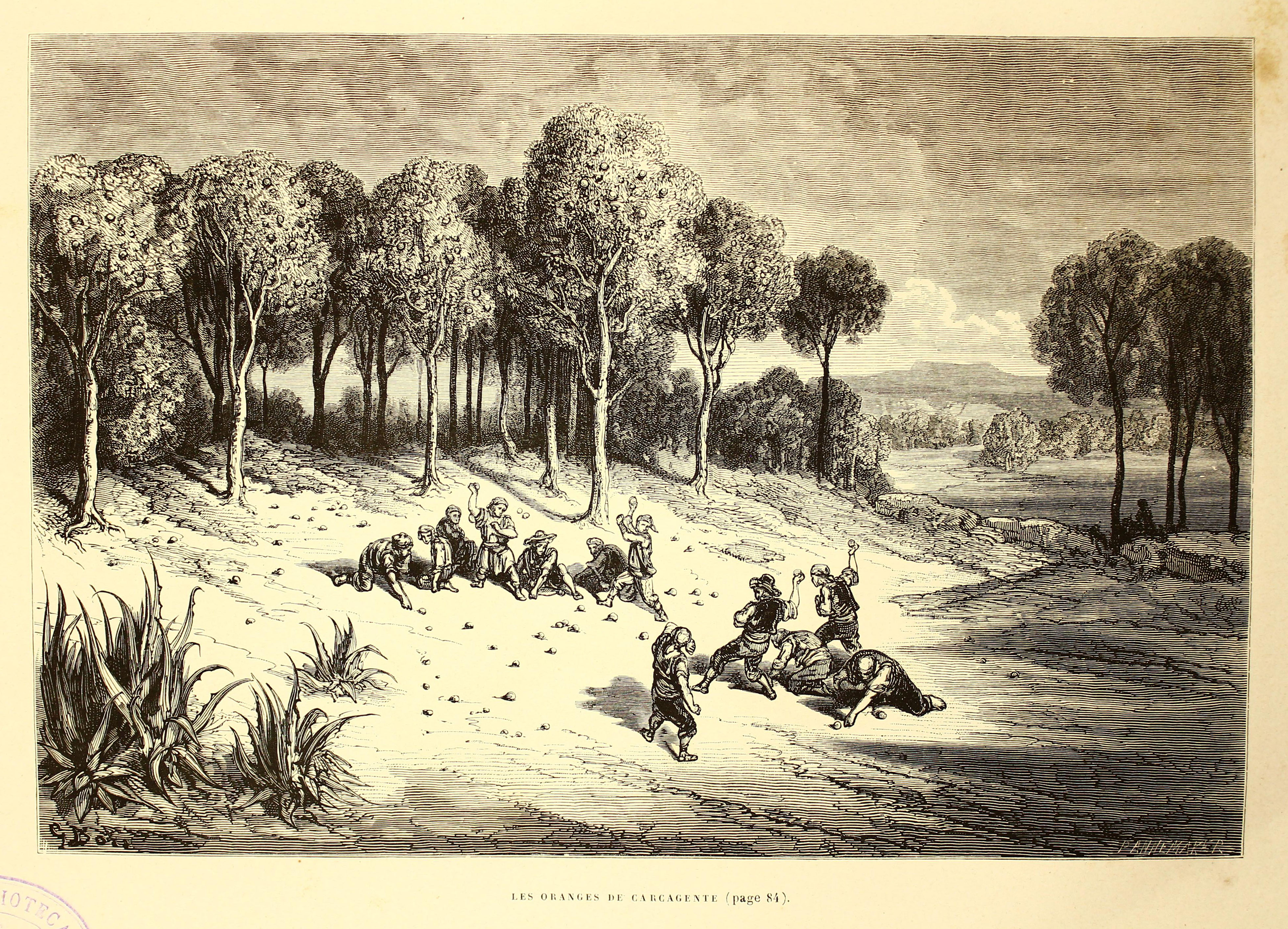
Les oranges de Carcagente. Grabado de una ilustración de Gustave Doré para L'Espagne (1874)

La guerra de Independencia afectó a la localidad, y tuvo lugar una batalla en la que nació la leyenda de la Marquesita, Mª Antonia Talens Mezquita (1783-1858). El ferrocarril de Valencia a Játiva llegó en 1853, y en 1864 comenzó a funcionar el tranvía Carcagente-Gandía-Denia.
En septiembre del año 1911, los sucesos causados por la huelga contra la guerra de África dieron lugar a un amotinamiento que terminó el ayuntamiento ardiendo.
En 1916 se le concedió el título de ciudad.

## Demografía
Carcagente cuenta con una población de 21 317 habitantes (INE 2024).
| Gráfica de evolución demográfica de Carcagente entre 1842 y 2021                                                    |
| |
| Población de derecho según los censos de población del INE Población de hecho según los censos de población del INE |

## Economía
La agricultura era la actividad más importante hasta hace poco tiempo. Basada en el monocultivo y comercio de la naranja (desde el siglo XIX). Pero a partir de los 60 del pasado siglo, se produjo una crisis importante y la agricultura entró en un periodo de recesión. En estos momentos se puede decir que se encuentra en una fase de transformación.
En lo que respecta a la industria, este sector secundario está dedicado mayoritariamente a la transformación de los cítricos, y también hay textil, fabricación de mobiliario auxiliar, etc.
Actualmente, más de dos tercios de la población activa trabajan en el sector servicios, sector que se ha visto incrementado por la creación del Centro Comercial Ribera del Júcar, una gran superficie comercial que aumenta la disponibilidad de bienes de consumo que antes había que adquirir en otras zonas. No obstante, el nuevo centro comercial ha sido visto también como una amenaza para el comercio local.

## Comunicaciones

### Ferrocarril
Carcagente tiene una estación de la RENFE, donde pasan varios servicios, el servicio más importante la línea C-2 de Cercanías Valencia (RENFE), que une la localidad con varias poblaciones próximas y con València.

### Autobús interurbano
En cuanto al servicio interurbano Carcagente tiene varias líneas, que unen la población con las de comarca e incluso con Valencia. Esta la empresa de Autobuses Buñol SL, Autocars Lozano. Las líneas son las siguientes:
- Valencia - Guadasuar - Alcíra - Carcagente.
- Carcagente - Alcira - Agemesi.

### Autobús urbano
El servicio urbano se inauguró hace unos años, fue gestionado en un principio por Autocars Agulló SL, hace poco paso a prestar el servicio Autobuses Buñol SL. Une los principales puntos de la localidad, estación, ayuntamiento, institutos, centro comercial y la pedanía de la Barraca de Aguas Vivas.

## Administración y política
| Periodo   | Nombre                                                       | Partido             |
| --------- | ------------------------------------------------------------ | ------------------- |
| 1979-1983 | Vicente E. Pla Noguera                                       | PSPV-PSOE           |
| 1983-1987 | Vicente E. Pla Noguera                                       | PSPV-PSOE           |
| 1987-1991 | Anterior (Dimisión)/José Noguera Donet                       | PSPV-PSOE           |
| 1991-1995 | Pascual Vernich Talens/Rafael Navarro F.(Moción censura)1992 | PSPV-PSOE y UV      |
| 1995-1999 | Rafael Navarro Ferrer                                        | UV                  |
| 1999-2003 | María Dolores Botella Arbona                                 | PP                  |
| 2003-2007 | María Dolores Botella Arbona                                 | PP                  |
| 2007-2011 | María Dolores Botella Arbona                                 | PP                  |
| 2011-2015 | María Dolores Botella Arbona                                 | PP                  |
| 2015-2019 | Francesc Salom Salom                                         | Compromís           |
| 2019-2023 | Francesc Salom Salom                                         | Compromís-PSPV-PSOE |
| 2023-act. | Carolina Almiñana Lledó                                      | PP                  |

## Cultura

### Patrimonio

#### Religioso

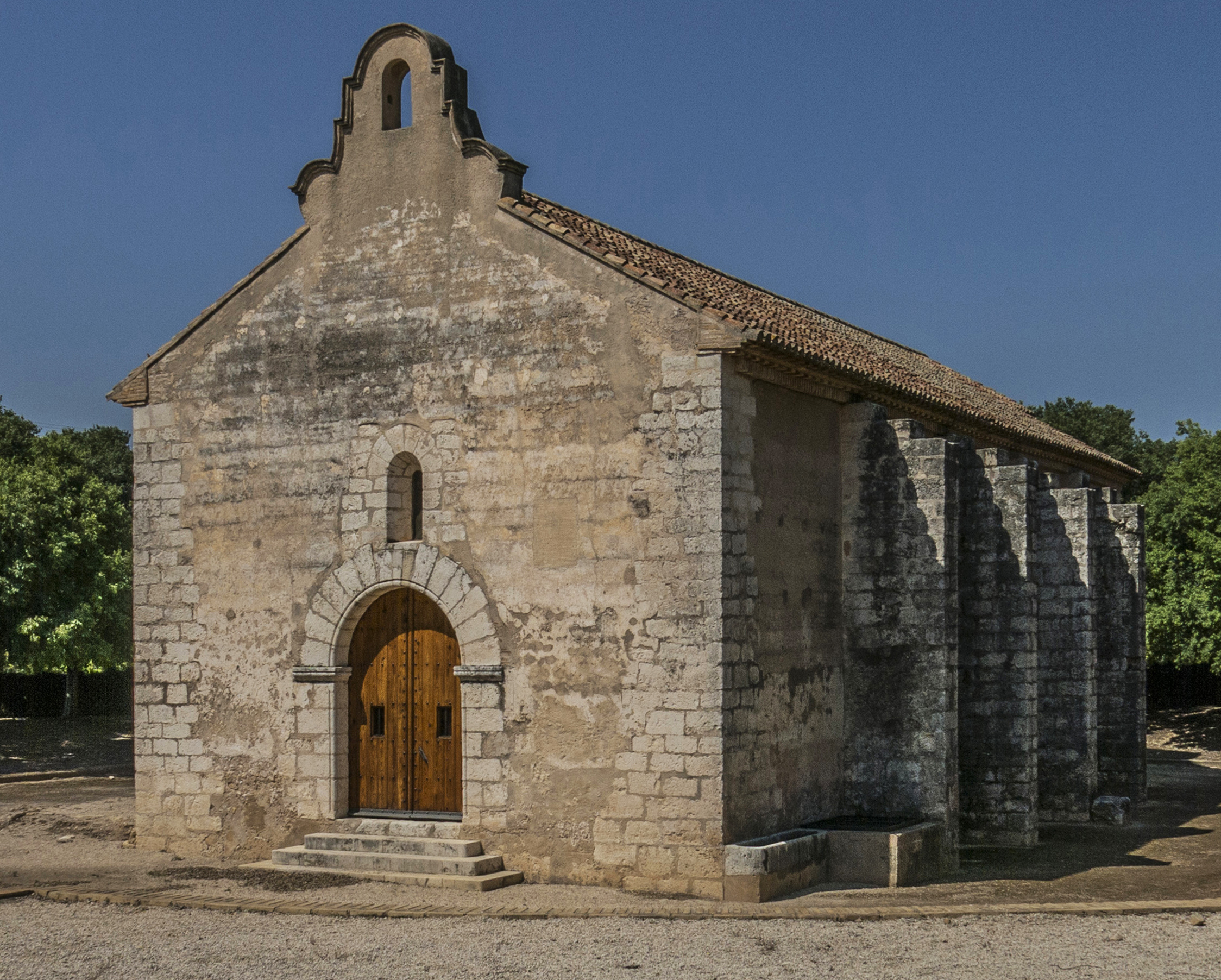
Ermita de San Roque de Ternils

- Ermita de San Roque de Ternils. Es el edificio más antiguo que se conserva en el municipio (del siglo XIII), y el más emblemático. Declarado Monumento Artístico Nacional. La ermita está situada en el término de la desaparecida población de Ternils. Es, en realidad, la antigua iglesia de Ternils, que fue además la primera parroquia cristiana instalada en toda la Huerta de Carcagente. De estilo gótico inicial (es la época de transición del románico al gótico), una de las llamadas Iglesias de la Reconquista de los pocos ejemplares que quedan. Es una construcción de una bella sencillez compuesta de una nave única rectangular, con cuatro arcos interiores apuntados. Tiene el techo de madera al descubierto, con una decoración original de la época con formas geométricas y rombos con las cuatro barras rojas y amarillas. En el exterior tiene una cornisa de ladrillos hecha de estilo morisco.En estado semiderruido, en 1980 se inició su rehabilitación por el Ayuntamiento de Carcagente en base al proyecto de los arquitectos Julián Esteban Chapapría y José Manuel San Juan.

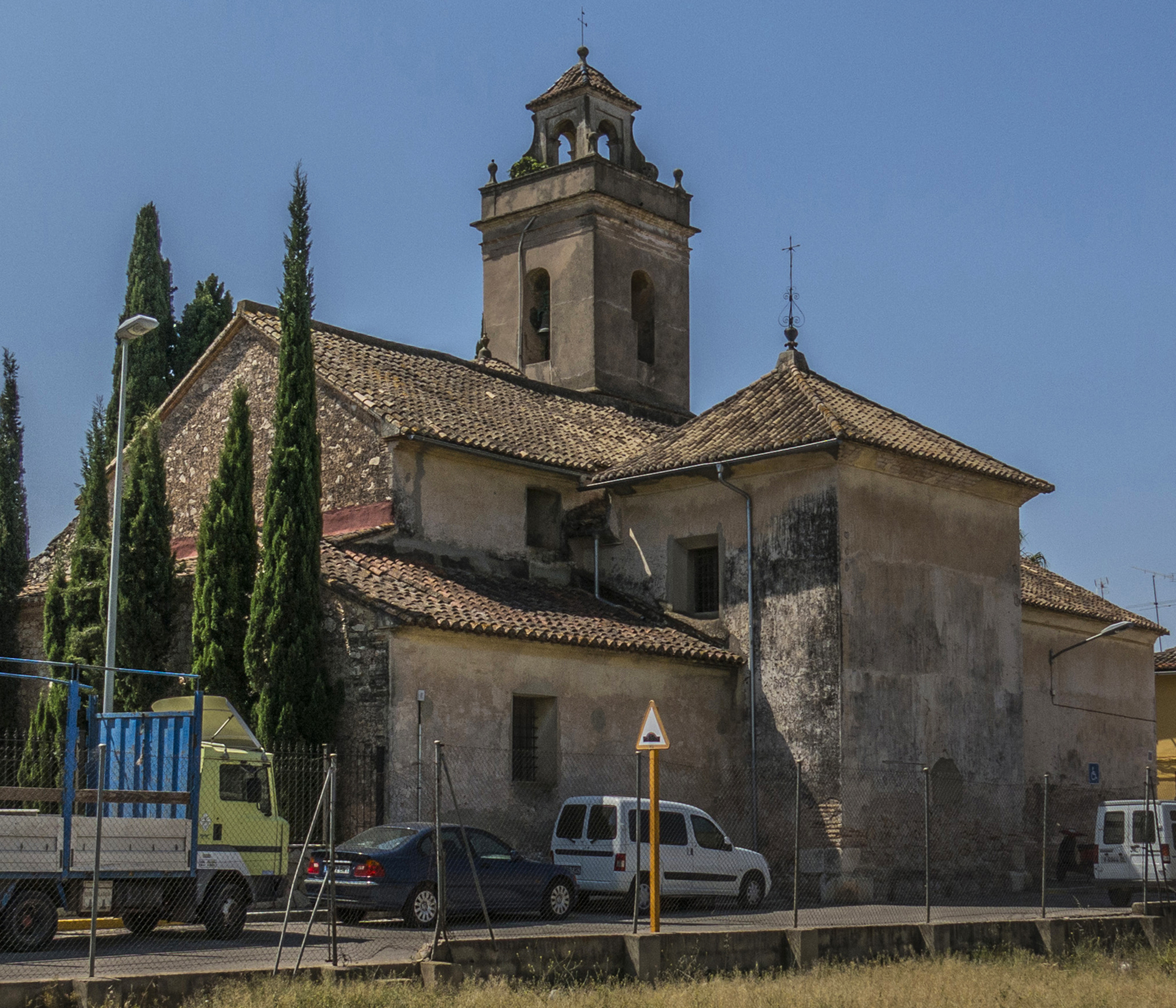
Iglesia de San Bartolomé de Cogullada

- Iglesia parroquial de San Bartolomé de Cogullada. La iglesia fue construida entre los siglos XVI-XVII, aunque una reciente restauración ha desdibujado la primitiva decoración interior. Tiene una sola nave rectangular, cubierta por una bóveda de cañón con ventanas y una cúpula en la capilla mayor. La bóveda recae sobre pilastras y contrafuertes que permiten capillas laterales cubiertas. La torre consta de tres cuerpos. La única portada se sitúa a los pies, labrada en piedra, con pilastras, capitel dórico y separación central. En el segundo cuerpo, hay unos pináculos decorados que flanquean una escultura de piedra decapitada, que se supone que es del titular. Un frontón partido remata la puerta.

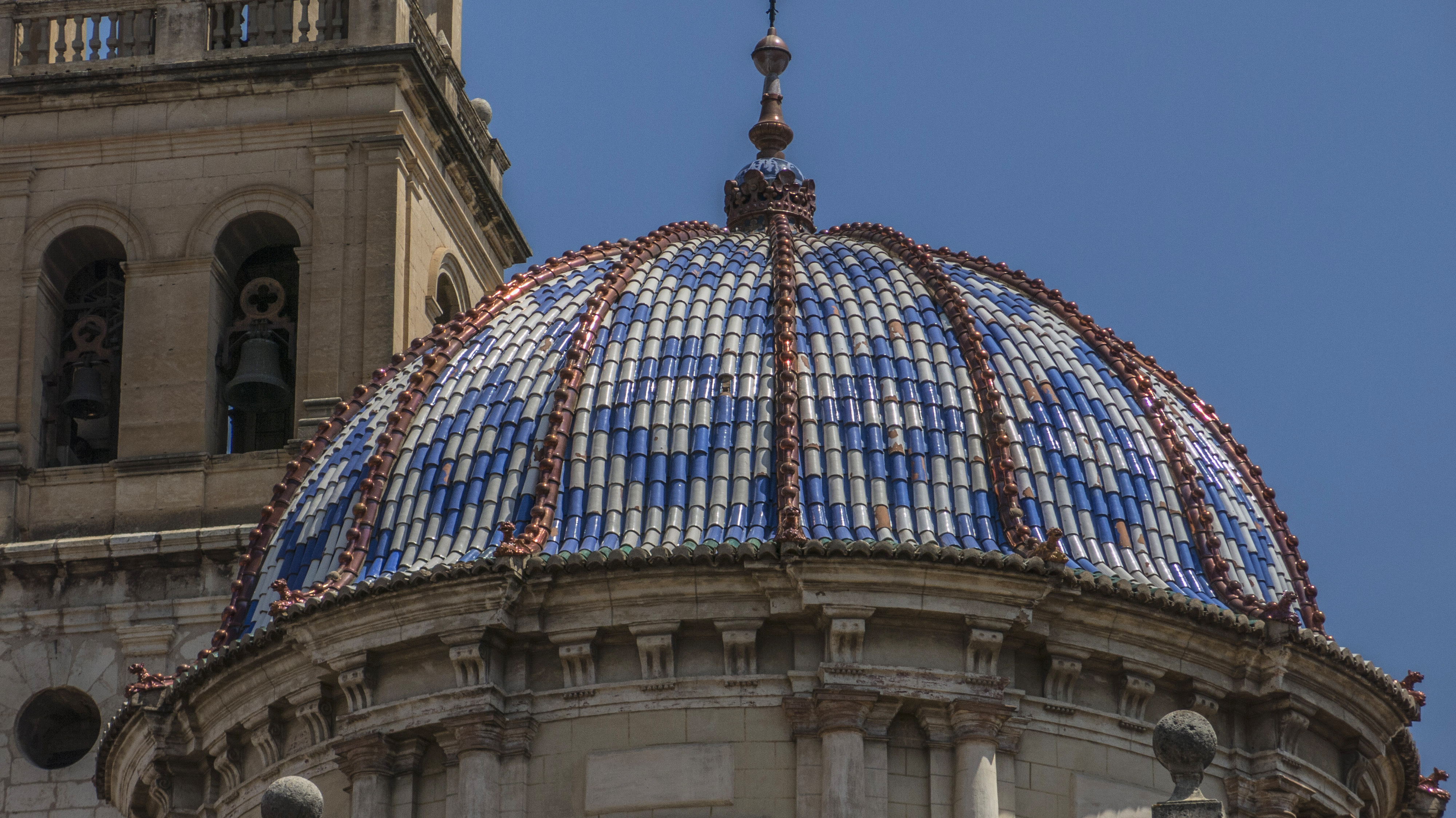
Cúpula de la iglesia parroquial de La Asunción

- Iglesia parroquial de La Asunción. La iglesia primitiva data del año 1434. De orden gótico, ocupaba la nave de la actual, desde la puerta nueva hasta el púlpito. Todavía pueden verse arcadas de crucería gótica en el órgano. En esta época, la parroquia se encontraba todavía en la cercana población de Ternils. Con el crecimiento demográfico esta iglesia pronto se quedó pequeña y se le hicieron reformas en los siglos siguientes. Más tarde, en 1625, se le hizo una gran remodelación, y adquirió la forma actual de crucero. De la dirección de la obra se hizo cargo el maestro Joaquín Bernabéu. Se alzó el campanario, y la coronación se puso en 1619. Con motivo del incendio de 1736, el templo se ornamentó con el estilo barroco que tiene actualmente. Se construyó de nuevo y se realizó el frontispicio de la nueva puerta el año 1770. Es de planta basilical, con acentuación del falso crucero. Con altos muros y pilastras adosadas de alta base y contrafuertes interiores muy marcados. En la fachada, resaltan los altos contrafuertes que resaltan la altura de la nave, el esbelto campanario rectangular y la monumental cúpula alzada sobre un esbelto tambor circular con la cubierta semiesférica, revestida de cerámica multicolor. Del interior destaca el monumental retablo de madera policromada, situado en el presbiterio. Tiene un total de once capillas, entre las cuales destaca la de la Madre de Dios de Aigües Vives, patrona de la población. También hay unas destacables pinturas de Segrelles.

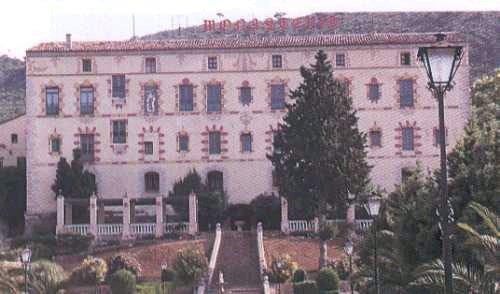
Monasterio de Aguas Vivas

- Convento de Aguas Vivas. Situado en el valle de este nombre, se levanta el Monasterio de Aguas Vivas, que fue monasterio de los Agustinos. El valle constituye un paisaje de gran belleza. Las obras primitivas datan del siglo XIII, pero el edificio actual comenzó a realizarse en el siglo XVI. En 1597 se construyó el actual claustro, más tarde se levantó la iglesia del convento, y finalmente, todo el ala norte del edificio fue concluida en el siglo XVIII.

En el monasterio, regido por los agustinos, se custodiaba la imagen de Nuestra Señora de Aguas Vivas hasta el época de la desamortización en 1835, cuando la comunidad religiosa tuvo que abandonar el convento. Recientemente, el edificio ha sido restaurado para utilizarlo como complejo hostelero. Destaca el claustro, con los tramos cubiertos de bóveda de aristas, y decoración interior de estilo barroco. Tiene una pequeña iglesia o capilla, de planta rectangular con una sola nave, bóveda de medio cañón, y capillas laterales y coro en lo alto.
- Monasterio del Corpus Christi (auditorio de las Dominicas) De este antiguo monasterio, que data de 1654, tan sólo queda la iglesia, que ahora es propiedad municipal (1979) y que ha sido remodelada y convertida en auditorio. La iglesia actual fue acabada en 1689. Consta de una nave, rematada después con ornamentos neoclásicos. Está cubierta con una bóveda de medio cañón, con ventanas, soportada por pilastras y contrafuertes interiores. Los exteriores de altos muros, con un esbelto frontón barroco y un reducido campanario de pared contienen una portada neoclásica (tapiada y mutilada).
- Ruta de los Monasterios de Valencia. Carcagente se encuentra enclavado dentro del itinerario de esta ruta monumental y cultural inaugurada en 2008, que discurre por la localidad, visita ineludible de la cual, es su histórico Monasterio de Aguas Vivas.

#### Civil
- Palacio del Marqués de Montortal. Más conocido como palacio de la Marqueseta (Mª Antonia Talens Mezquita, la hija del marqués de la Calzada), a raíz de los sucesos de la Guerra de la Independencia contra los franceses. Se construyó hacia el año 1780 y reformado en 1850. El edificio consta de planta baja, planta noble y cámara. Aunque es notable la composición arquitectónica de toda la construcción, el elemento que más destaca es la decoración interior, ya que tiene una muestra muy importante de azulejos cerámicos del siglo XVIII, y de una manera especial, una magnífica cocina decorada con retablos cerámicos. En la planta noble hay frescos decorativos en paredes y techos. Desde el año 1993 viene siendo utilizado para dependencias municipales.
- Casa consistorial. El actual Ayuntamiento se inauguró en 1847. Es de estilo neoclásico, con una bella y armoniosa fachada. La obra, que fue dirigida por Salvador Escrich consta de planta baja, planta noble y cámara, con una gran escalera. Tiene una planta irregular, de forma trapezoidal, y gira alrededor del patio central. Destaca la sala de sesiones, con un tejado de vigas de madera bellamente ornamentadas.

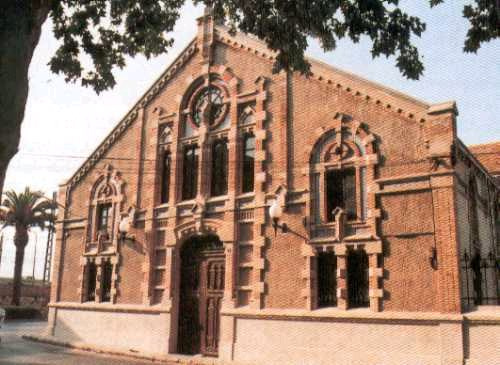
Almacén de Ribera

- Almacén de Ribera. El Almacén de Ribera fue inaugurado el 3 de diciembre de 1903.[9] La construcción está inspirada en la tipología basílica, con una nave central de dimensiones más grandes y más alta, y unas naves laterales más estrechas y no tan elevadas como la central, y que permiten la iluminación cenital. Su autor es José Ríos Chinesta.
- Mercado de Carcagente. Obra modernista del arquitecto municipal Alfredo Burguera Dolz de Castellar del año 1934.
- Casa Vernich. Edificio de estilo modernista valenciano.
- Casa Talens. Edificio de estilo modernista valenciano.
- Casas modernistas. Cabe destacar las numerosas casas de la aristocracia terrateniente de comienzos del siglo XX de estilo modernista valenciano.

### Fiestas
- Fiestas patronales. El 16 de octubre se celebra la fiesta de la Virgen de Aguas Vivas, Patrona de Carcagente y el 14 de octubre, la de San Bonifacio Mártir, Patrón de Carcagente.